# Espada coreana
As espadas coreanas foram uma das armas mais usadas durante a defesa da nação por milhares de anos. Apesar das típicas batalhas terrestres coreanas terem ocorrido nos vales e passagens estreitas entre as montanhas, que favorecem o uso da lança e do arco,  a espada foi usada como uma arma secundária de curta distância, para combate corpo a corpo, especialmente útil durante cercos e combates de navios. Espadas cerimoniais de maior qualidade eram geralmente reservadas para oficiais como de alto escalão e de grande autoridade, como comandar as tropas. Espadas cerimoniais ainda são concedidas a oficiais militares pela autoridade civil até hoje. 
As espadas coreanas normalmente se encaixam em duas grandes categorias, a Geom e a Do.  A Geom é uma lâmina de dois gumes (afiadas dos dois lado), enquanto a Do é uma lâmina de um gume (afiada em somente um lado); embora existam exceções. Na linguagem comum, todas as espadas podem ser chamadas de Geom ( coreano : 검; 劍) .
A história da espada na Coréia começa com adagas de bronze da Idade do Bronze, quais os artefatos existentes marcam data dos séculos 10 a.C. e 9 a.C. O uso do ferro coexistiu com o uso do bronze durante o final da Idade do Bronze . Dando que no arquipélago japonês durante o período Yayoi a Idade do Bronze e a Idade do Ferro começaram ao mesmo tempo, o uso do ferro na Coréia pode ter começado no mesmo período.
A raridade das espadas coreanas tradicionais as torna extremamente valiosas e muito procuradas por museus e colecionadores.